# Brainiac 5
Pour les articles homonymes, voir Brainiac.
Brainiac 5 (Querl Dox) est un personnage de comics, créé par Jerry Siegel & Jim Mooney, apparu pour la première fois dans Action Comics #276 en mai 1961 publié par DC Comics.

## Publication
Après l'épisode du Zéro Hour, Brainiac 5 est réactualisé dans "Légionnaires #0" en octobre 1994 par les scénaristes Tom McCraw & Mark Waid, dessins de Jeffrey Moy.
En 2004 Brainiac 5 apparait en adolescent dans "Teen Titans/Legion Special Vol 1".

## Histoire
Brainiac 5 est blond à la peau verte, il est l'un des membres de la légion des superhéros et tomba amoureux de Supergirl.
Voir aussi Crisis on Infinite Earths, Legion Lost.

## Pouvoirs

### Télévision
- La Légende des super-héros
- La Ligue des justiciers (série tv)
- Superman, l'Ange de Metropolis
- Smallville, il est mentionné dans la Saison 8, Épisode 11 : Legion. Et il apparaît dans la saison 10, Episode 4 : Homecoming par l’acteur James Marsters.
- Supergirl, invité dans la saison 3, puis principal à partir de la saison 4 par l'acteur Jesse Rath.
- La Ligue des Justiciers : Nouvelle Génération, il apparaît dans le dernier épisode de la saison 4 intitulé D'une Vie à L'autre où il vient chercher Cameleon Boy, Saturn Girl et Phantom Girl pour les ramener à leurs époques

## Collaborateurs
Dan Abnett, Andy Lanning, Barry Kitson, Phil Jimenez, Geoff Johns, Ivan Reis, Mark Waid, Tom McCraw Jeffrey Moy